# Lasianthus cordatus
Lasianthus cordatus är en måreväxtart som beskrevs av Elmer Drew Merrill. Lasianthus cordatus ingår i släktet Lasianthus och familjen måreväxter. Inga underarter finns listade i Catalogue of Life.